# Hana Lehečková

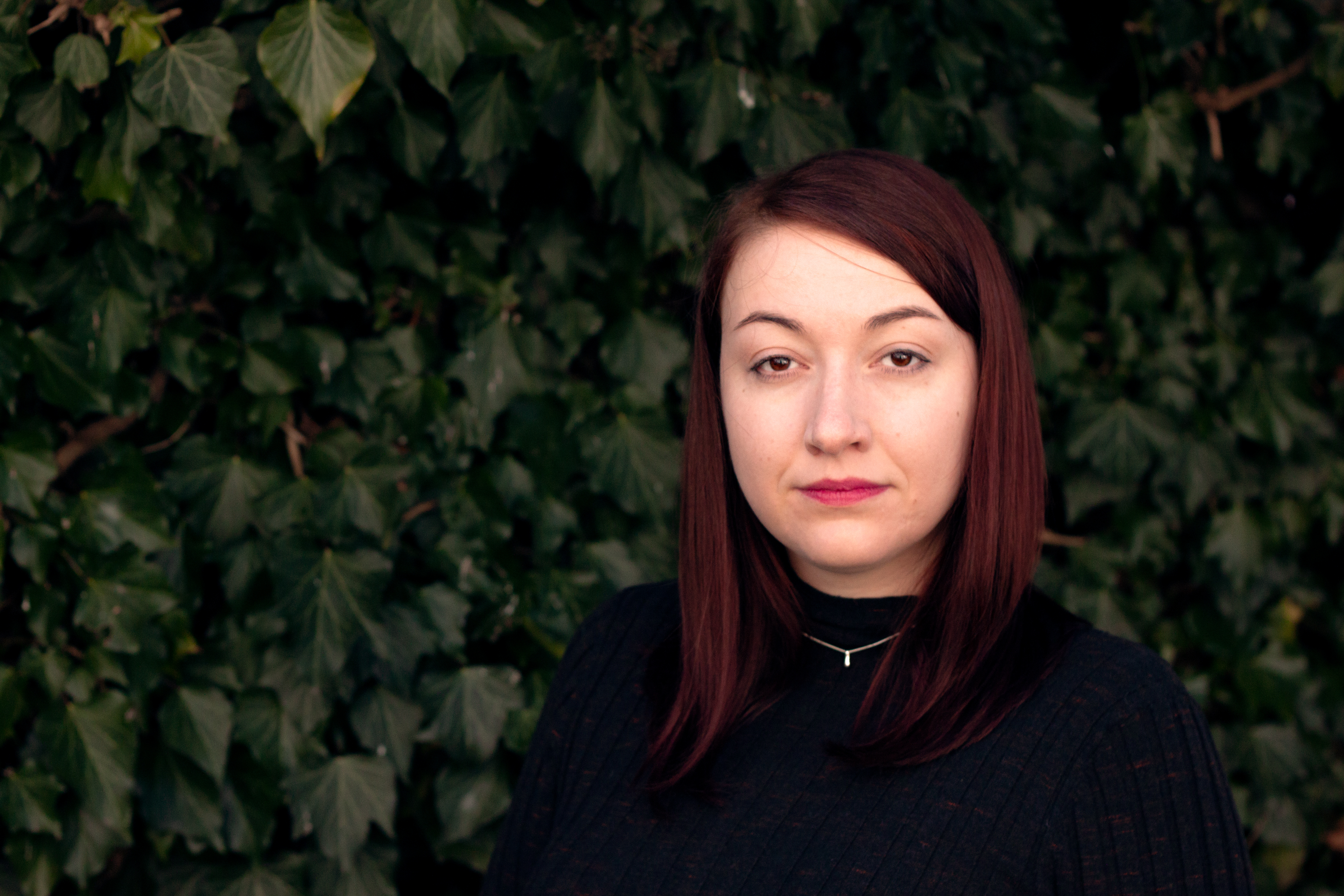
Hana D. Lehečková

Hana D. Lehečková (* 1990) je česká spisovatelka a literární redaktorka.

## Život
Pochází z jižních Čech. Vystudovala obor teorie a kritika na DAMU. Píše divadelní hry (hru V(ý)chod uvedlo Švandovo divadlo, hra Trollí matka vznikla pro Divadlo Letí), knižně debutovala s knížkou pro děti Co se děje v Podpostelí v roce 2018. Její první kniha pro dospělé, novela Svatá hlava, získala Cenu Jiřího Ortena. Hlavním hrdinou a vypravěčem knihy je slaboduchý Zdeněk, patrně schizofrenik, novela tak pracuje s nespolehlivým vypravěčem, jsou zde i prvky automatického psaní.

## Dílo
- Co se děje v Podpostelí, 2018
- Svatá hlava, 2019
- Vesmírné putování komety Julie, 2020
- Poupátka, 2021